# Pasir Gintung (Cikulur)
Pasir Gintung is een bestuurslaag in het regentschap Lebak van de provincie Banten, Indonesië. Pasir Gintung telt 1662 inwoners (volkstelling 2010).